# 川平慈英
川平 慈英（かびら じえい、Jay Kabira、1962年9月23日 - ）は、沖縄県那覇市出身のタレント、スポーツキャスター、ナレーター、俳優。
熱狂的なサッカー好きとしても知られ、主にテレビ朝日のサッカー中継等でスポーツキャスターを務めている。ケイファクトリー所属。名前はJ（ジェイ）・カビラと表記される場合もある。上智大学比較文化学部（現・国際教養学部）卒業。

## 家系
父親の川平朝清は元アナウンサー。朝清と伯父の川平朝申は伊江御殿支流向氏伊江殿内の家系であり末裔に当たる。
3人兄弟の末っ子で、タレントのジョン・カビラ（本名・川平慈温）は長兄、実業家の川平謙慈は次兄。
東京バプテスト教会に所属するクリスチャンである。

## 来歴・人物
1972年5月15日の沖縄本土復帰に伴う父親の転勤で家族と共に東京に転居した。玉川学園高等部時代、読売サッカークラブ（現・東京ヴェルディ）のユースチームに在籍した。中高生時代はサッカー部、クリエイティブムーブメント部、そして英語劇部に入部していた。英語劇部では『ジーザスクライストスーパースター』や『WEST SIDE STORY』（Baby John役）等のミュージカルに出演した。高校卒業後、一旦玉川大学文学部教育学科に入学するが、すぐに中退してテキサス州立大学にサッカー留学した後に帰国し（サッカー部の監督と方針を巡って意見が対立したため）、上智大学比較文化学部（現・国際教養学部）に入学・卒業。大学在学中にミュージカル俳優としてデビュー。
その後、1991年にWOWOWの「WOWOWスーパーサッカー」・イタリアセリエA実況中継のメインキャスターとして出演。これがサッカーキャスターとしてのデビュー作となり、2年後の1993年に開幕されるJリーグに合わせ、テレビ朝日『ニュースステーション』が募集したサッカーキャスターのオーディションに応募し、日米での選手経験などが評価されて合格した。サッカーへの熱情にあふれた川平の語り口はそれまでのプロ野球の結果を伝えるアナウンサーの冷静な対応とは全く異質であったが、テレビでの彼の活動基盤を作った。
また、『ニュースステーション』に出演する中で横浜フリューゲルスのサポーターとなっていき、番組内でも応援をしていた。1998年10月29日に発表された同チームの横浜マリノスへの統合も同番組で伝えたが、同時にこの決定を強く批判し、チーム存続への団結を呼びかけた。結局、フリューゲルスの統合は食い止められなかった。その後は、チーム存続運動から1999年に誕生した横浜FCを応援している。また、テレビ東京『三菱ダイヤモンド・サッカー』のキャスターとして自らのサッカー経験を生かしたユニークな解説で人気を集め、サッカーキャスターとしての活動をさらに広げた。『ニュースステーション』の終了後、川平はテレビ朝日がサッカー中継で特別番組を制作する際のキャスターとして随時起用された。
テレビの他、舞台や映画、ラジオでも活躍。シリアスな演技もこなすが、ミュージカル俳優としての特徴を生かせる役も多い。特に舞台では三谷幸喜作品にも多く出演。
テレビ東京『ASAYAN』ナレーションでの決まり文句「いいんです!」（これは兄のジョン・カビラが都並敏史とのやり取りの中で使っていたのを川平が拝借したものである）で有名に。なお、都並は読売時代のチームメイトである。
サッカー中継の際のハイテンションな語り口調（「ムムッ!」「ハーフナー・マイクーぅ!!」など）は、漫才コンビの博多華丸・大吉の博多華丸に真似されていることで知られる。物真似は本人公認となっている。ちなみに、川平の口癖である「ムムッ!」は、元々は華丸が物真似をする際に言っていたもの（ネタの逆輸入）である。
2024年12月には、1歳下の俳優・伊原剛志と、漫才コンビ「なにわシーサー's」を結成（うちなーの“ジェイ”名義でツッコミ担当）。

## その他
- 母の影響で幼少から教会に通う。
- 若い頃は一人でも朝まで踊りまくるディスコ狂だった。
- 1993年、国立競技場で行われたJリーグ開幕式の君が代は当初川平が歌うはずだったが、上記の番組を見ていた川淵三郎が名前を失念し、前田亘輝が歌った。なお、川平は当時駆け出しで全くの無名だった。
- 舞台稽古中にサッカーボールを持ち込んでリフティングなどをし、準備体操代わりにしている。怒られてボールを没収されたことも。
- 自他共に認めるディエゴ・マラドーナの大ファン。国立競技場で行われた1979 FIFAワールドユース選手権の決勝を観戦、アルゼンチン代表がソ連代表を破って優勝を決めた瞬間、他の観客とともにスタンドからピッチになだれ込み、ラモン・ディアスと抱き合うマラドーナめがけて駆け寄り、一瞬抱きついたという逸話がある[6]。

## 出演

### テレビドラマ
- 直木賞作家サスペンス ブルースはお好き（1989年、関西テレビ） - ハーモニカ青年 役
- 聖龍伝説（1996年、日本テレビ） - 水沢先生 役
- 特命リサーチ200X（1996年 - 2002年、日本テレビ） - マイケル高田 役
  - 特命リサーチ200X II（2002年 - 2004年、日本テレビ） - マイケル高田 役
- 連続テレビ小説（NHK総合）
  - ちゅらさん（2001年） - 我那覇猛 役
  - ちりとてちん（2007年10月 - 2008年3月） - 和田秀臣 役
- お見合い放浪記（2002年10月7日 - 11月8日、NHK総合） - 柏原亮平 役
- ドラマ愛の詩 ミニモニ。でブレーメンの音楽隊 第1部（2004年1月10日−2004年1月31日、NHK教育） - 北村風男 役
- 大河ドラマ「新選組!」（NHK総合、2004年） - ヘンリー・ヒュースケン 役
- 牙狼<GARO> 第十一話「遊戯」（テレビ東京、2005年） - 椚礼次郎 役
- 銭湯の娘!?（2006年1月 - 3月、毎日放送 ドラマ30） - 桑原刑事 役
- 吾輩は主婦である（2006年5月 - 7月 TBS 愛の劇場） - ゆきお 役
- 森山家の大パニック!（2008年3月20日、NHK総合） - 米倉 役
- 子育てプレイ 第8話（2009年5月27日、毎日放送） - 飯星充 役
- チャレンジド（2009年10月10日 - 11月7日、NHK総合） - 山崎ロビンソン武 役
- 月の恋人〜Moon Lovers〜（2010年5月10日 - 7月5日、フジテレビ） - 嶺岡康之 役
- 土曜ドラマスペシャル「蝶々さん」（2011年11月19日・26日、NHK総合） - ジョー・フランクリン 役
- 悪夢ちゃん 第9話・第10話（2012年12月8日・15日、日本テレビ） - トミー・リー 役
- PRICELESS〜あるわけねぇだろ、んなもん!〜 第8話（2012年12月10日、フジテレビ） - クェン・アン・シン 役
- でたらめヒーロー 最終話（2013年6月27日、読売テレビ） - 本人 役
- 星新一ミステリーSP「きまぐれロボット」（2014年2月15日、フジテレビ） - ケイ氏 役
- トクボウ 警察庁特殊防犯課 第4話 - 最終話（2014年4月24日 - 6月26日、読売テレビ） - 伊達鉄人 役
- 保育探偵25時〜花咲慎一郎は眠れない!!〜 第1話（2015年1月16日、テレビ東京） - 高梨敬太郎 役
- 表参道高校合唱部!（2015年7月17日 - 9月25日、TBS金曜ドラマ） - 香川雄司 役
- NHKスペシャル「私が愛する日本人へ〜ドナルド・キーン 文豪との70年〜」（2015年10月10日、NHK総合）ドラマ部分 - ドナルド・キーン 役
  - ETV特集「戦後70年企画 ドナルド・キーンの日本 前後編」（2015年11月14日・21日、NHK Eテレ） ※上記「ドナルド・キーン 文豪との70年」拡大版
- 土曜ワイド劇場「新ヤメ検の女」シリーズ（2015年11月7日・2016年11月26日、朝日放送） - 剣崎十志男 役
- コレナンデ商会（2016年4月−2022年3月31日､[7]NHK Eテレ） - ジェイ役
  - コレナンデ サンデー（2018年4月−2021年3月、NHK Eテレ） - ジェイ役
- BARレモン・ハート 第19話（2016年8月8日、BSフジ） - アニキ 役
- 新春3夜連続ドラマ「破天荒フェニックス」（2020年1月3日 - 5日、テレビ朝日） - 御子柴徹 役[8]
- 孤独のグルメ2023大晦日スペシャル 井之頭五郎、南へ逃避行「探さないでください。」（2023年12月31日、テレビ東京）- 島袋三郎 役[9]
- 仮面ライダーゼッツ（2025年9月7日 - 〈予定〉、テレビ朝日） - ゼロの声[10]

### アニメ
- CIPHER THE VIDEO（1989年3月3日、ビクターエンタテインメント） - サイファ&シヴァ 役
- Disney Time（テレビ東京）
- クレヨンしんちゃん（2014年6月27日、テレビ朝日） - 本人 役
- 中間管理録トネガワ（2018年7月4日 - 12月26日、日本テレビ） - ナレーション[11]

### 吹き替え
- 魔法の剣 キャメロット（1998年、ワーナー・ブラザーズ） - ギャレット 役
- ミッチェル家とマシンの反乱（2021年、ソニー・ピクチャーズ エンタテインメント） - リック・ミッチェル 役[12]

### ドラマCD
- ガラスの仮面 名台詞カルタ付録CD（2012年） - ピーター・ハミル 役

### キャスター・ナレーターその他
- サッカーTV（テレビ東京）
- SOCCER KING J（2003年、テレビ東京）
- SOCCER KING J☆II（2003年、テレビ東京）
- 黄金筋肉（ゴールデンマッスル）（TBS、2003年10月15日 - 2004年6月29日） - 司会
- ミューズの楽譜 My Song, My Life（2004年10月 - 2005年9月、テレビ東京） - 司会
- FUTURESCAPE（FMヨコハマ）（1994年 - 1998年）※番組は続行中。
- IBM bay kids Avenune（bayfm、- 1991年3月）
- バレーボール世界選手権キャスター（TBS、1998年）
- POP FILE（TBS、1996年 - 1998年?）
- BOON!（1999年 - 2002年、日本テレビ）司会
- ポンキッキーズ（フジテレビ） - 1994年 - 1997年レギュラー出演、2004年 - 2005年アニメ「シトラスタウン」声の出演
- サッカー中継等のサッカー関連番組（テレビ朝日）スポーツキャスター
近年は、テレビ朝日が中継権を有する日本代表戦におけるスタジオ進行役に限られている。兄・ジョンはフジテレビでほぼ同じ役回りだが、こちらはフジテレビが中継権を有する海外サッカー中継にも登場する。
  - JAPAN PRIDE -2010FIFAワールドカップへ-（2010年4月 -、テレビ朝日） - ナビゲーター
- ASAYAN（テレビ東京）ナレーター
- BSジャパンサッカーTVワイド - メインキャスター
- まちへとびだそう（NHK） - ジェイ 役
- みんなの脳ドリル（2006年4月 -、BS朝日）
- 地球アゴラ（2007年4月 -、NHK BS1） - 司会
- リーガダイジェスト! （2008年9月 - 2012年5月、WOWOW）
- TOKYO ニュースREMIX（2009年10月 - 12月1日、NHK）
- サワコの朝（2012年12月22日放送、TBS　ゲスト出演）
- SASUKE（2004年4月6日 第13回大会・2012年12月27日 第28回大会 - 2015年7月1日 第31回大会、TBS） - 司会
- ふたり道（2013年 - 2014年、BS日テレ） - 自動車教習所教官役
- 今こそ地方創生（2016年3月5日 - 3月26日、全4回、テレビ東京） - ナビゲーター
- 世界一周 魅惑の鉄道紀行（2016年7月4日 -、BS-TBS） - コンシェルジュ（不定期）

### CM
- DDIポケット[13]
- エバラ食品工業「エバラ浅漬けの素」他
- 武田薬品工業「ベンザブロック」
- フランソア（九州ローカル）「パンで美味しく食物繊維」篇
- 富士通FMV「ネットワーク」篇（木村拓哉、実兄であるジョン・カビラと共演）[14]
- 小林製薬「アンメルツフェルビナエース」、「銀の消臭元」
- ロート製薬「ロートZi:」
- ゼリア新薬工業「ヘパリーゼ」シリーズ
- ガリバー
- FALKEN
- ソニー・インタラクティブエンタテインメント「PlayStation Vita TVCM 「擬音」篇」
- 楽天「楽天カード」「楽天生命保険」「楽天モバイル」（※楽天カードマンとして）
- ケイ・オプティコム「オフィスeo光」
- ビッグモーター（ラジオCM）
- 日本マクドナルド「ギガベーコンてりたま」
- 無添くら寿司
- ネッツトヨタ愛媛
- ACジャパン 2017-2018年度沖縄地域キャンペーン「飲酒運転は『ムムム』!」（アニメーションで出演のみ）
- スシロー「世界の海からいいネタ祭」

### 映画
- ガンヘッド（1989年、東宝、原田眞人監督） - ボンベイ 役
- Aサインデイズ（1989年、大映、崔洋一監督） - サブ 役
- 仁義なきイレブン（1993年、Softgarage、福岡芳穂監督）※Vシネマ
- GAMA 月桃の花（1996年、映画GAMA―月桃の花を成功させる会、大澤豊監督） - ジョージ 役
- ジュブナイル（2000年、東宝、山崎貴監督） - 大野秀隆 役
- いぬのえいが（2005年、ザナドゥー、犬童一心監督他） - 正夫 役
- THE 有頂天ホテル（2006年、東宝、三谷幸喜監督） - 丹下二郎 役
- カンフーくん（2008年、角川映画、小田一生監督） - 文部省潜入捜査課課長 役
- 手をつないでかえろうよ 〜シャングリラの向こうで〜（2016年、奈良橋陽子監督） - 主演・尊真人 役[15][16]
- 記憶にございません!（2019年、東宝、三谷幸喜監督） - スナイパー 役
- サンマデモクラシー（2021年7月17日、太秦） - ナレーション
- 惑星ラブソング（2025年、ラビットハウス、時川英之監督） - カーター長官 役[17]

### 舞台
- ミュージカル「fame」 ※デビュー作品
- ロミオとジュリエット（1986年、演出：坂東玉三郎）
- アニー（1988年）ルースター 役
- 雨に唄えば（1996年） - コズモ・ブラウン 役
- ゴールデンボーイ
- キャグニー（演出：宮本亜門） - 主演（1人舞台）
- エル・カンパニー（作・演出：今井雅之）
  - 守ってあげたい（1993年／2016年、脚色：飯田譲治、演出：松本匠）
  - ゆく年来る年－Hello X'mas-（1996年）
  - SUPPINぶるうす－羊たちの午後（1998年）[18][19]
- アイ ラブ マイ ワイフ（1999年、演出：福田陽一郎） - 主演
- オケピ!（2000年・2003年、作：三谷幸喜） - ギター 役
- THE SHOW フレンズ（演出：福田陽一郎）
- シューズ・オン!（2000年 - 2006年（毎年新春）、演出：福田陽一郎） - 主演
  - シューズ・オン!（2015年・2016年、演出：本間憲一） - 主演・スーパーバイザー
- 最悪な人生のためのガイドブック（2005年、脚本・演出：鈴木聡） - 主演・ドイッチ 役
- OH!ダディー（2006年、演出：福田陽一郎） - 主演
- 私はだれでしょう（2007年、作：井上ひさし）
- フロッグとトード〜がま君とかえる君の春夏秋冬〜
- マグノリアの海賊（1991年、原作・脚本・演出：栗本薫） - ラン 役
- 五右衛門ロック（2008年、劇団☆新感線）
- オフ・ブロードウェイ・ミュージカル Forever Plaid／フォーエヴァー プラッド（2013年・2016年・2022年、作：スチュワート・ロス、演出：板垣恭一） - 主演・フランシス 役
- TALK LIKE SINGING（2009-2010年、作・演出：三谷幸喜、ブロードウェイ・ミュージカル）
- Believer／ビリーバー（2010年、作：リー・カルチェイム・演出・脚本：鈴木勝秀）
- カーペンターズ・ミュージカル「ア・ソング・フォー・ユー」（2011⁻2012年、演色：鈴木聡・演出：菅野こうめい） - 主演
- ブロードウェイ・ミュージカル「MY ONE AND ONLY」（2012年演出：ビル・バーンズ）
- ショーガール（2014年・2018年・2020年、作・演出：三谷幸喜） - 主演
- ビッグ・フィッシュ（2017年・2019年） - 主演：エドワード・ブルーム 役
- 藪原検校（2021年、作：井上ひさし、演出：杉原邦生）
- フェイクスピア（2021年、作・演出：野田秀樹）
- 音楽劇「スラムドッグ$ミリオネア」（2022年、演出：瀬戸山美咲） - プレム・クマール 役[20]
- ミュージカル「カラフル」（2023年、原作：森絵都、演出：小林香） - プラプラ 役
- ミュージカル「スライス･オブ･サタデーナイト」（2023年、作：ザ・ヘザーブラザー、翻訳・訳詞：小田島創志、演出：元吉庸泰） - エリック 役
- ミュージカル「ナビレラ」（2024年、演出：桑原裕子） - シム・ドクチュル 役[21]
- 木ノ下歌舞伎「三人吉三廓初買」（2024年、演出：杉原邦生） - 土左衛門伝吉 / 賽の河原の地蔵 役[22]